# Paulo Frontin
Paulo Frontin is een gemeente in de Braziliaanse deelstaat Paraná. De gemeente telt 7.398 inwoners (schatting 2009).

## Aangrenzende gemeenten
De gemeente grenst aan Mallet, Paula Freitas, São Mateus do Sul en Canoinhas (SC).